# Ouzocerus
L'ouzocero (gen. Ouzocerus) è un mammifero artiodattilo estinto, appartenente ai bovidi. Visse nel Miocene superiore (Turoliano, circa 8 - 6 milioni di anni fa) e i suoi resti fossili sono stati ritrovati in Europa, in Asia Minore e (forse) in Africa settentrionale.

## Descrizione
Questo animale era molto simile a un'attuale gazzella, e il suo peso doveva aggirarsi sui 10  - 15 chilogrammi. Il cranio era dotato di lunghe corna quasi diritte e di una dentatura con molari a corona relativamente alta (mesodonte). Le zampe, come le forme attuali, erano molto allungate.

## Classificazione
Ouzocerus fa parte di una radiazione evolutiva di antilopi dalle corna spiralate che, nel corso del Turoliano, invasero la regione mediterranea, che in quel periodo era caratterizzata da un habitat di boschi aperti e praterie. Sono note principalmente due specie: la specie tipo, Ouzocerus gracilis, e O. pentalophosi. Tra le altre forme simili diffuse nel Turoliano, si ricordano Oioceros, Prostrepsiceros, Hispanodorcas, Nisidorcas e Samotragus. Un animale piuttosto simile a Ouzocerus è Protragelaphus.

## Paleoecologia
I denti di Ouzocerus indicano che questo animale poteva nutrirsi di una quantità di materia vegetale, che andava dall'erba alle foglie dure. Uno studio del 2007 indica la specie Ouzoceros gracilis era un brucatore di materiale vegetale misto, mentre O. pentalophosi era più adattata a nutrirsi di materiale duro come le graminacee. Le lunghe zampe sottolineano come Ouzocerus fosse adattato alla corsa veloce e al salto; questa antilope abitava il sottobosco secco e le pianure boschive.